# 木戸瓦窯跡
木戸瓦窯跡（きどかわらがまあと）は、宮城県大崎市田尻にある8世紀前半の瓦窯跡。

## 概要
大崎平野の北部、宮城県大崎市田尻沼部にある丘陵の南斜面にある3地点の瓦窯跡のうちの北端の1地点で、1958年（昭和33年）と、1974年（昭和49年）に発掘調査が行われ、8世紀前半に多賀城創建時の瓦を焼いた窯跡であることが判明し、1976年（昭和51年）3月16日に、国の史跡に指定された。

## 出土品
軒丸瓦・軒平瓦・平瓦・丸瓦・鬼板など

## 所在地
- 〒989-4308 宮城県大崎市田尻沼部的場

## アクセス
- 東日本旅客鉄道田尻駅から車で13分